# SS City of Glasgow
SS City of Glasgow var ett oceangående passagerarfartyg, byggd 1850 för Inman Lines. Fartyget seglade på Nordatlanten och sattes in på den nya linjen Liverpool – Philadelphia.
Fartyget försvann 1854 på en resa från Liverpool till Philadelphia.

## Beskrivning
City of Glasgow var ett experimentfartyg baserat på ingenjör Isambard Brunels fartyg Great Britain (1843). Fartyget hade två ångmaskiner kopplade till en propelleraxel, tidigare fartyg var hjulångare. City of Glasgow bevisade att propellerdrift var överlägsen.

## Försvunnen till sjöss
Den 1 mars 1854 lämnade City of Glasgow Liverpool med destination Philadelphia. Kapten var Kenneth Morrison och ombord fanns 404 passagerare och 76 besättningsmän. Den 17 mars anlände City of Manchester till Liverpool och rapporterade att stora områden med drivis siktats utanför USA:s kust. Sex månader senare fann man vrakgods vid Campbeltown på Skottlands västkust med texten ”City of Glasgow” i fögyllda bokstäver.